# 久保田尚
久保田 尚（くぼた ひさし、1958年 - ）は、日本の都市研究者・交通工学者。埼玉大学大学院理工学研究科環境科学・社会基盤部門/環境科学研究センター教授。日本都市計画学会会長。専門は、都市交通計画・地区交通計画。工学博士（東京大学）。横浜市生まれ。

## 略歴
1982年、横浜国立大学工学部土木工学科卒業。
1984年、東京大学大学院工学系研究科都市工学専攻修士課程修了。
1988年、東京大学大学院工学系研究科都市工学専攻博士課程修了。
1988年、埼玉大学助手。1990年、埼玉大学工学部専任講師。
1994年、埼玉大学工学部助教授。1997年同大学大学院理工学研究科助教授。
2005年、埼玉大学教授。2006年同大大学院教授。

## 受賞歴
- 1989年　- 日本都市計画学会論文奨励賞。
- 2001年 - 第21回交通工学研究発表会研究奨励賞。
- 2002年 - 第22回交通工学研究発表会研究奨励賞。
- 2005年 - 第30回交通図書賞。
- 2013年 - 10th EASTS Conference 2013 Taiwan Best paper award , 受賞論文 Aya Kojima, Taichi Fudamoto, Miho Okuma Hisashi Kubota SMILE AND BEHAVIOR - NEW EVALUATION METHOD FOR PEDESTRIAN ENVIRONMENT。

## 著書
- 鎌倉の交通社会実験 -市民参加の交通計画づくり-（共著、勁草書房）
- 生活道路のゾーン対策マニュアル（共著、丸善出版株式会社・交通工学研究会）
- 読んで学ぶ交通工学・交通計画（共著、理工図書）
- しくみ図解シリーズ「道路が一番わかる」（共著、技術評論社）
- 歴史まちづくり法ハンドブック（共著、ぎょうせい、国土交通省都市・地域整備局公園緑地・景観課景観・歴史文化環境整備室監修/歴史まちづくり法研究会編集）
- 道路の移動等円滑化整備ガイドライン改訂版（共著、大成出版社）
- 歴史を未来につなぐまちづくり・みちづくり（共著、学芸出版社）
- 交通安全とまちづくり　(まちづくり教科書シリーズ7 安全・安心のまちづくり)

（共著、日本建築学会編、丸善)
- 公共空間としての街路（共著、岩波講座）
- コミュニティ・ゾーンの評価と今後の地区交通安全（編集、丸善 警察庁交通局／国土交通省都市･地域整備局、道路局監修（編集：交通工学研究会地区交通委員会、久保田尚＝地区交通委員会委員長）
- 都市交通計画　第2版（共著、技報堂）
- 道路の移動円滑化整備ガイドライン（編集、大成出版社 国土交通省道路局企画課監修、道路空間のユニバーサルデザインを考える懇談会編）
- 新都市計画マニュアルⅡ【都市施設・公園緑地編　都市交通施設】、（共著、丸善 、日本都市計画学会編）
- コミュニティ・ゾーン実践マニュアル（編集、丸善 警察庁交通局／国土交通省都市･地域整備局、道路局監修、交通工学研究会地区交通委員会編）
- まちづくりの科学（共著、鹿島出版会）
- 社会実験－市民協働のまちづくり手法（共著、東洋経済新報）
- 新しい交通まちづくりの思想　コミュニティからのアプローチ（共著、鹿島出版会）
- コミュニティ・ゾーン形成マニュアル（共著、丸善、警察庁交通局／建設省都市局、道路局監修、交通工学研究会地区交通委員会）
- 交通計画集成12　これからの都市と交通とまちづくり（共著、地域科学研究会編）
- 新しいまちづくりの思想－コミュニティからのアプローチ（鹿島出版会）
- 都市交通計画（共著、技報堂）
- 地区交通計画（共著、土木学会編、国民科学社）
- パーキングの環境デザイン（共訳著、鹿島出版会）

## 各種委員等
- 公益財団法人土木学会理事
- 一般社団法人交通工学研究会理事
- 一般社団法人樹脂舗装技術協会顧問
- 公益財団法人都市計画協会理事
- 公益財団法人自転車駐車場整備センター理事
- 公益社団法人日本都市計画学会常務理事・総務企画委員会委員長・会長
- 国土交通省
  - 関東地方整備局北首都国道事務所　国道298号交通事故安全対策検討会 , 委員長
  - 関東地方整備局大宮国道事務所　大宮国道事務所総合評価審査分科会 , 委員
  - 中地方整備局名古屋国道事務所　 国道302号（名Ⅱ環）内側の直轄国道自転車ネットワーク計画検討委員会 , 委員
  - 道路局　歩行者・自転車優先施策アドバイザー会議 , 委員
  - 関東地方整備局　社会資本整備審議会　 , 専門委員
  - 道路局 　道路の不法占用対策に係る専門部会 , 委員
  - 道路局　道路PPP研究会 , 委員
  - 道路局/警察庁道路局　新たな自転車利用環境のあり方を考える懇談会 , 委員
  - 道路局 　社会資本整備審議会道路分科会 , 臨時委員
  - 関東地方整備局社会資本整備審議会 , 専門委員
- 警察庁交通局　バリアフリー社会における横断歩行者の安全確保に関する調査研究委員会　歩行者センサ作業部会 , 部会長
- 東京都都市計画審議会委員
- 氷川参道周辺まちづくり交通計画検討協議会座長[2]
- 国際交通安全学会  研究調査企画委員長
- 道路空間のユニバーサルデザインを考える懇談会座長[3]

### 典拠
- 「ボラードによる道路のお色直し」で 空間シェア、有効活用の促進を／久保田尚 森井博 2022年3月閲覧